# Stiftung Buchkunst
Die Stiftung Buchkunst ist eine Stiftung des bürgerlichen Rechts, die 1966 gegründet wurde. Sie hat ihren Sitz in Frankfurt am Main und unterhält ein Büro in Leipzig. Die Stiftung Buchkunst begleitet kritisch die deutsche Buchproduktion. Das Gebrauchsbuch steht dabei im Mittelpunkt.

## Wettbewerbe und Preise

### Die schönsten deutschen Bücher
Die Stiftung Buchkunst führt den jährlichen Wettbewerb Die schönsten deutschen Bücher durch. Er zählt zu den renommierten Preisen für Buchgestalter, Typografen und Grafikdesigner in Deutschland. Träger sind der Börsenverein des Deutschen Buchhandels e. V., die Deutsche Nationalbibliothek und die Städte Frankfurt am Main und Leipzig. Förderer sind das Land Hessen, der bzw. die Beauftragte der Bundesregierung für Kultur und Medien sowie der Freundeskreis der Stiftung Buchkunst e. V.
Im Wettbewerb „Die schönsten deutschen Bücher“ geht es um die vielfältigen ästhetischen wie funktionalen Ansprüche, die an Bücher gestellt werden und um die gelungene Verbindung von Inhalt und Form. Seit 2012 werden 25 „schönste deutsche Bücher“ ausgezeichnet. Diese weisen sich durch erstklassige Gestaltung, Konzeption und Verarbeitung aus und sind gleichzeitig die Nominierungen für den mit 10.000 Euro dotierten Preis der Stiftung Buchkunst, der seit 1984 für „das schönste deutsche Buch“ vergeben wird.

### Deutschlands schönstes Regionalbuch
Gemeinsam mit der IG Regionalia des Börsenvereins des Deutschen Buchhandels zeichnet die Stiftung Buchkunst beim Wettbewerb Deutschlands schönstes Regionalbuch solche Bücher aus, „die einen regionalen Bezug haben und durch ihre Gestaltung, Bindung, Typografie und Gesamtkonzeption besonders herausragen und gute Absatzzahlen im Buchhandel vor Ort versprechen“. Bisherige Gewinner waren 2018 Public Swimming von Gabi Schirrmacher (SCHIRRMACHER editions), 2019 Kleine Sammlung fränkischer Dörfer von Helmut Haberkamm und Annalena Weber (ars vivendi verlag), 2020 Die Bodenständigen von Barbara Thériault (edition überland), 2021 Tante Emma lebt. Zu Besuch in kleinen fränkischen Läden (ars vivendi) von Tommie Goerz und Walther Appelt sowie 2022 Max Schanz: Spielzeug gestalten im Erzgebirge von Konrad Auerbach, Urs Latus und Mathias Zahn (arnoldsche Art Publishers). Im Jahr 2023 gewannen die Titel Die Insel der Seligen (Greven Verlag Köln) von Anselm Weyer, gestaltet von Clara Neumann, in der Kategorie Literatur/Belletristik, Tresor: True Stories (Tresor Records) von Regina Baer, gestaltet von onlab, in der Kategorie Sachbuch/Ratgeber und Plitsch, Platsch (Prima.Publikationen) von Christina Schmid und Aida Nejad in der Kategorie Touristische Entdeckung.

### Förderpreis für junge Buchgestaltung
Seit 1989 vergibt die Stiftung in Kooperation mit dem Beauftragten der Bundesregierung für Kultur und Medien außerdem den Förderpreis für junge Buchgestaltung, der außergewöhnliche Ideen zu gedruckten Büchern oder hybriden Buchformen auszeichnet, um Entwicklungen im Medium Buchgestaltung aufzuspüren und zu zeigen. Dieser Preis ist dreiteilig und mit je 2.000 Euro dotiert.

### Schönste Bücher aus aller Welt
Im Jahr 1991 ist die Stiftung Buchkunst mit der Durchführung des seit 1963 in Leipzig ausgetragenen weltweit einzigartigen internationalen Buchgestaltungswettbewerbs Schönste Bücher aus aller Welt beauftragt worden. Eine unabhängige, internationale Jury zeichnet jährlich die 14 Schönsten aus. Die höchste Auszeichnung ist hierbei die Goldene Letter.